# Board of Editors in the Life Sciences
Das Board of Editors in the Life Sciences (BELS) ist eine Berufsorganisation von Lektoren und Chefredakteuren wissenschaftlicher Zeitschriften auf dem Gebiet der Biowissenschaften (englisch Life Sciences). Die Organisation hat ihren Fokus auf die Vereinigten Staaten.
BELS wurde 1991 gegründet und bietet eine Zertifizierungsschema mit mehreren Stufen an. Zertifizierte BELS-Mitglieder haben Zugriff auf alle Kontaktdaten der anderen Mitglieder. Es gibt die Stufen ELS – Basic Certification, ELS(D) – Diplomate Status und ELS(H) – Honored Status.
Die Prüfung zum Editor in the Life Sciences (ELS) besteht aus einer dreistündigen Klausur mit Multiple-Choice-Fragen.